# Videosex
Videosex – jugosłowiański zespół synth popowy, założony w 1983 roku w Lublanie. Największe przeboje zespołu to: „Vozi me vlak v daljave”, „Kako bih volio da si tu”, „Ljubi in sovraži”, „Moja mama” (cover piosenki o tym samym tytule zespołu Kuzle), „Ana”, „Detektivska priča”.
Zespół został założony w 1983 roku przez Anję Rupel i Matjaža Kosi’ego. Nazwę zespołu wymyślił Dejan Knez (związany z zespołem Laibach). W pierwszym składzie zespołu znaleźli się: Anja Rupel (śpiew), Nina Sever (instrumenty klawiszowe), Matjaž Kosi (instrumenty klawiszowe), Janez Križaj (gitara basowa) i Iztok Turk (perkusja). W 1984 roku ukazał się debiutancki album zespołu pt. Videosex. Zespół zakończył działalność w 1992 roku, po wydaniu czwartego albumu muzycznego pt. Ljubi In Sovraži. Po rozwiązaniu zespołu Anja Rupel rozpoczęła karierę solową, Matjaž Kosi założył zespół Moulin Rouge a Iztok Turk został producentem muzycznym.